# Mikito Takajasu
Mikito Takajasu (jap.: 高安 右人; Ogi, 4. rujna 1860. – Beppu, 20. studenog 1938.), japanski oftalmolog poznat po otkriću bolesti koja će, u njegovu čast, biti nazvana Takayasuov arteritis.
Takajasu je 1887. godine diplomirao na Carskom sveučilištu u Tokiju, nakon čega je otišao u Kanazawu, gdje je radio u sklopu današnjeg Medicinskog fakulteta Sveučilišta u Kanazawi. Godine 1908., Takajasu je Japanskom oftalmološkom društvu odlučio predstaviti slučaj 21-godišnje žene, koju je liječio 1905. i 1908. godine. Pacijentica je imala ograničeno vidno polje. Pregledom očne pozadine pokazalo se da u oku postoje žilne anastomoze. Nakon pregleda, slučaj je predstavljen javnosti. Uz Takajasua, oftalmolozi Katsutomo Ōnishi i Tsurukichi Kagoshima su također predstavili slične slučajeve i naglasili kako su primijetili da puls arteriae radialis nije opipljiv, ali Takajasu nije uočio taj simptom.
Ubrzo se otkrilo da je u pitanju nova, dotad neopisana bolest, koja je prvo nazvana Takayasuova bolest, a kasnije i Takayasuov arteritis. Radi se, zapravo, o obliku granulomatoznog vaskulitisa koji obuhvaća velike krvne žile, a izaziva fibrozu i sužavanje krvnih žila (najčešće zahvaća aortu i njezine ogranke, kao i plućne arterije). Bolest se najčešće javlja od 15. do 30. godine, a uglavnom zahvaća žene azijskog podrijetla (u žena se bolest pojavljuje 8-9 puta češće nego u muškaraca). Zbog karakterističkog simptoma, bolest se naziva i "bolešću bez pulsa".
U kasnijoj životnoj fazi, Takajasu se preselio u Beppu gdje je i preminuo od posljedica karcinoma.